# デンキナマズ科
デンキナマズ科（学名：Malapteruridae）は、ナマズ目に所属する魚類の分類群（科）の一つ。発電器官をもつことで知られ、デンキナマズなど淡水魚のみ2属21種が含まれる。

## 分布・生態
デンキナマズ科の魚類はすべて淡水魚で、アフリカの熱帯域およびナイル川水系の河川に分布する。
本科魚類は非常に強い発電を行うことでよく知られている。ナマズ目の仲間の多くが体表に電場を感じ取る受容器をもつが、発電器官を備えるのは本科のみである。その発電力はデンキウナギ（デンキウナギ目）に次いで強く、獲物を捕えるため、あるいは外敵を撃退するために用いていると考えられている。

## 形態

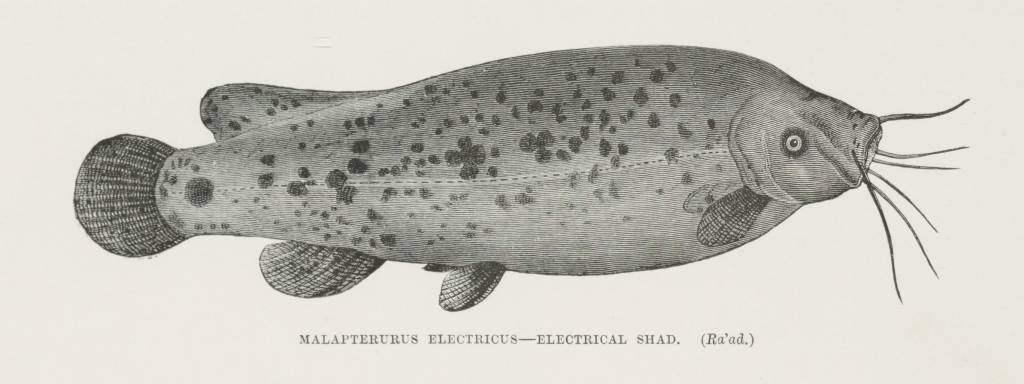
デンキナマズ（Malapterurus electricus）。円筒形のずんぐりした体と、後方に位置する脂鰭が本科魚類の特徴である

やや細長く円筒形で、ソーセージに似た体型をもつ。デンキナマズ属には数十cm程度の種が多く、最大では体長1mに達する一方、Paradoxoglanis 属は20cmに満たない。口ヒゲは3対で、上顎および下顎に存在する。浮き袋は体の後方に長く伸び、デンキナマズ属は2つ、Paradoxoglanis 属では3つの小室に分かれる。
よく発達した発電器官をもつことが、本科魚類の最大の特徴である。発電器官は体の前半部の筋肉に由来し、体腔を覆うように存在する。この器官は片側だけで数百万個に上る発電細胞で構成され、最大で300ボルトに及ぶ電圧を得ることができる。
背鰭をもたず、胸鰭には棘がない。脂鰭は体の後方に位置し、尾鰭は円みを帯びる。胸帯と頭蓋骨は緩やかに連結する。

## 分類
デンキナマズ科にはNelson（2016）の体系において2属21種が認められている。1994年の時点では1属2種にとどまっていたが、2000年代以降に新種記載およびシノニムの見直しが相次いで行われた。

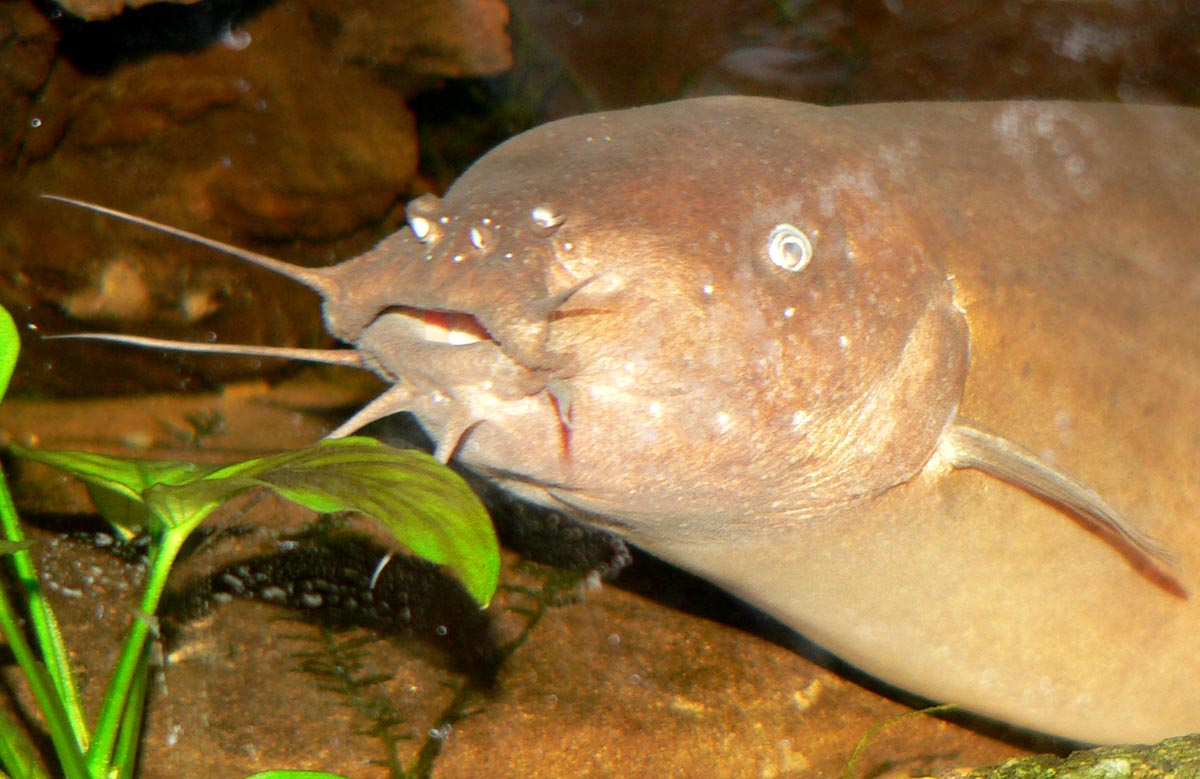
デンキナマズ Malapterurus electricus （デンキナマズ属）。本科の中では最も一般的な種で、しばしばアクアリウムでも飼育される

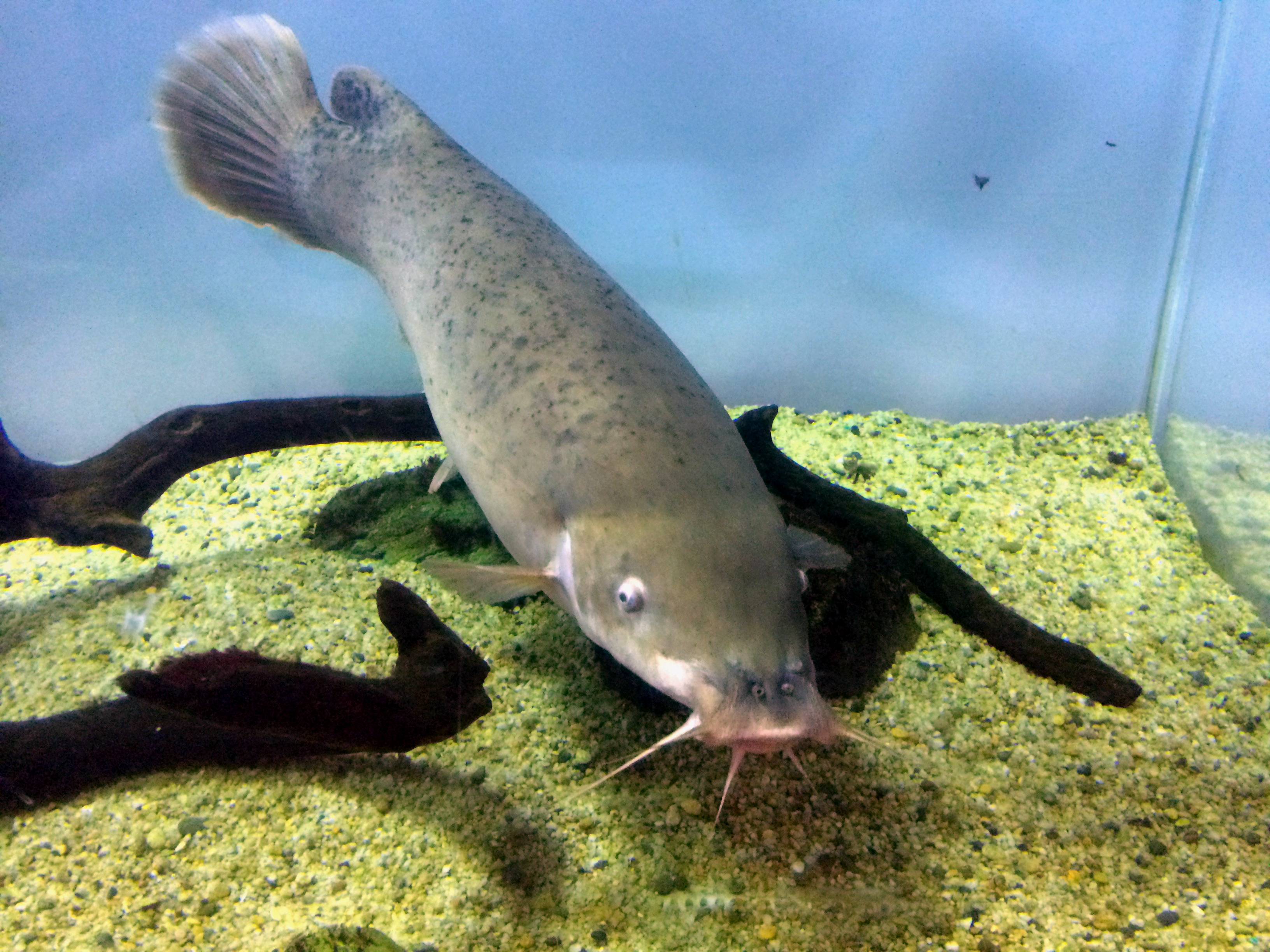
デンキナマズ属の1種（Malapterurus microstoma）。ロングノーズデンキナマズとも呼ばれる

- デンキナマズ属 Malapterurus
  - デンキナマズ Malapterurus electricus
  - Malapterurus barbatus
  - Malapterurus beninensis
  - Malapterurus cavalliensis
  - Malapterurus leonensis
  - Malapterurus melanochir
  - Malapterurus microstoma
  - Malapterurus minjiriya
  - Malapterurus monsembeensis
  - Malapterurus occidentalis
  - Malapterurus oguensis
  - Malapterurus punctatus
  - Malapterurus shirensis
  - Malapterurus stiassnyae
  - Malapterurus tanganyikaensis
  - Malapterurus tanoensis
  - Malapterurus teugelsi
  - Malapterurus thysi
- Paradoxoglanis 属
  - Paradoxoglanis caudivittatus
  - Paradoxoglanis cryptus
  - Paradoxoglanis parvus